# Акшоки (Аягозький район)
Акшоки́ (каз. Ақшоқы) — село у складі Аягозького району Абайської області Казахстану. Входить до складу Тарбагатайського сільського округу.
Населення — 46 осіб (2021; 265 у 2009, 288 у 1999, 357 у 1989).
Національний склад станом на 1989 рік:
- казахи — 100 %

У радянські часи називалось також Ушарал.